# Kochanówka (Łódź)
Kochanówka – osiedle w zachodniej części Łodzi (na Bałutach), wchodzące w skład osiedla administracyjnego Bałuty Zachodnie, dawniej podłódzka osada szpitalna. W północnej części osiedla w okolicach ulicy Sokołowskiej oraz Kąkolowej niezmiennie zachował się krajobraz wiejski.

## Granice osiedla
Kochanówka stanowi obszar ograniczony:
- od północy – granicą ze Zgierzem
- od południa – ulicą Aleksandrowską
- od wschodu – ulicą Szczecińską
- od zachodu – granicą z Aleksandrowem Łódzkim

### Nazwy ulic
Charakterystyczne dla tej okolicy jest to, że większość tych nazw odwołuje się swoją etymologią do rolnictwa i ogrodnictwa np. ulice Zagonowa, Kłosowa, Uprawna, Glebowa, Bruzdowa, Hodowlana, Hektarowa, Morgowa, Kompostowa, Nasienna oraz inne. Tylko pojedyncze przypadki mają inną etymologię.

## Historia
Kochanówka to dawna osada szpitalna. Od 1867 w gminie Radogoszcz w powiecie łódzkim. W okresie międzywojennym należała do powiatu łódzkiego w woj. łódzkim. W 1921 roku liczba mieszkańców wynosiła 235. 1 września 1933 utworzono gromadę (sołectwo) Kały w granicach gminy Radogoszcz, składającej się ze wsi Kały AB, osady szpitalnej Kochanówka, osady Borowiec, wsi Budy Kałowskie i osady Zadraż. Podczas II wojny światowej włączony do III Rzeszy.
Po wojnie Kochanówka powróciła na krótko do powiatu łódzkiego woj. łódzkim, lecz już 13 lutego 1946 włączono ją wraz z całą gminą Radogoszcz do Łodzi.

## Parafia Matki Boskiej Nieustającej Pomocy
Parafia ta obejmuje cały obszar osiedla Kochanówka. Kościół parafialny, wybudowany w latach 1925–26 mieści się przy ul. Chochoła 3. Parafia liczy 3 954 wiernych.

## Komunikacja miejska na Kochanówce
Linie tramwajowe
Na osiedle Kochanówka dojechać można tramwajem linii 2 i 16 które swoją trasę kończą przy ulicy Chochoła. 
Dawniej przystanki miały tu też linie: 5, 12, 25 oraz podmiejska linia 44 do Aleksandrowa Łódzkiego zlikwidowana w roku 1991.
Linie autobusowe
Przez osiedle Kochanówka przejeżdżają również autobusy linii: 
- 78 (Dw. Łódź Żabieniec ↔ Targowy Rynek w Aleksandrowie Łódzkim)
- 84A (Teofilów Rojna ↔ Zielony Romanów)
- 84B (Teofilów Rojna ↔ Poselska w Aleksandrowie Łódzkim)
- nr N1A (linia nocna) (Janów – Targowy Rynek w Aleksandrowie Łódzkim)

## Adresy instytucji użyteczności publicznej na Kochanówce
- Szkoła Podstawowa nr 116 im. Aleksandra Rżewskiego w Łodzi przy ul. Ratajskiej 2/4
- Dom Dziecka nr 2 przy ul. Aleksandrowskiej 37
- Rada Osiedla Bałuty Zachodnie przy ul. Ratajskiej 2/4 (w Szkole Podstawowej nr 116)
- Urząd Pocztowy Łódź 19 przy ul. Aleksandrowskiej 149
- PGE Łódzki Zakład Energetyczny S.A. przy ulicy Ratajskiej 5/7
- Szpital im. dr. J. Babińskiego przy ulicy Aleksandrowskiej 159
- Apteka Szpitalna przy ulicy Aleksandrowskiej 159